# 김천 분기점
김천 분기점(Gimcheon JC)은 경상북도 김천시 아포읍 송천리에 있는 경부고속도로와 중부내륙고속도로가 만나는 분기점이다. 건설 당시 명칭은 아포 분기점이라는 가칭을 사용했으며, 구미시와의 경계와 경부선 아포역에서 가깝다.

## 연혁
- 1997년 11월 27일 : 분기점 신설을 위해 김천시 도시계획시설 교통광장에 아포 분기점을 고시[1]
- 2001년 9월 28일 : 중부내륙고속도로 김천 ~ 상주 구간 개통에 따라 영업 개시[2]
- 2005년 3월 25일 : 분기점 건설 공사 사업시행기간을 2007년으로 연기[3]
- 2007년 6월 21일 : 김천시 도시계획시설 교통광장에 김천 분기점으로 고시 및 면적 변경[4]

## 구조물 정보
- 위치: 경상북도 김천시 아포읍 송천리, 국사리
- 클로버스택형으로, 경부고속도로의 진출 램프가 반대 방향으로 동그랗게 말려 있는 형태이다. 구조물의 남부로는 지방도 제514호선과 경부선이 통과한다.

## 접속하는 노선

### 부산・서울방면
- 경부고속도로 (22번)

### 창원・양평방면
- 중부내륙고속도로 (13번)